# 山梨日日新聞
山梨日日新聞（やまなしにちにちしんぶん）は、株式会社山梨日日新聞社が発行する山梨県の県域新聞である。略称は山日（さんにち）、山日新聞（さんにちしんぶん）など。
山梨県での購読率は公称約70%と高い。題字には、横棒が一本多い「新」の本字（ / 𣂺）を使用している。テレビ番組表は本編とは別に2頁の別冊の「山日テレビガイド」として発行している。

## 歴史

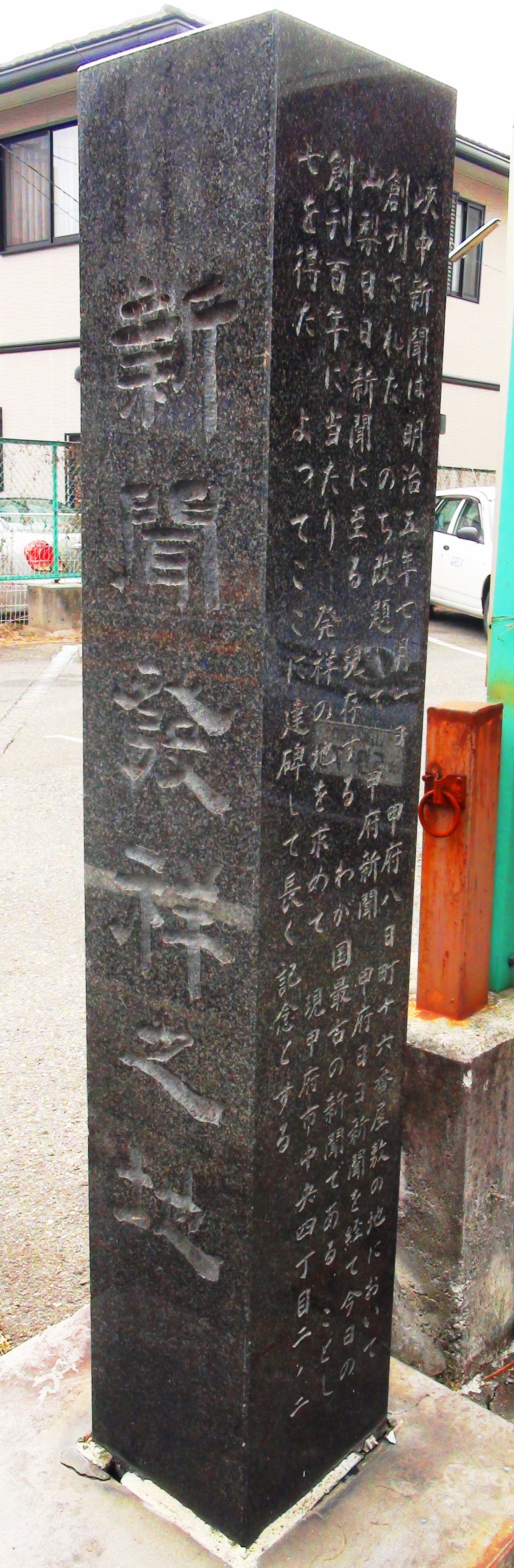
甲府市中央4丁目の山梨県新聞発祥の地、記念碑

1872年（明治5年）7月1日、県令土肥実匡の官命で、甲府の書店温古堂の書籍商内藤伝右衛門（1844－1906）が「峡中新聞」として創刊。同紙は山梨初の新聞と言われる。当初は木版の不定期刊行で、県庁学務科員が執筆した県庁広報誌であった。大小切騒動で発行不能に至ったこともあり、有識者による新聞解話会が開かれた。翌年には県令藤村紫朗が発行権を内藤に譲り、「甲府新聞」と改称。活版となり、論説も加わる。1876年（明治9年）には「甲府日日新聞」と改称、中村敬宇（正直）門下の野口英夫を迎え、内藤から経営権を取得し、社内改革を行う。
しばしば新聞紙条例違反に問われ発行停止に陥り、野口が県庁派で山梨保守党に属していたため、民権派の「峡中新報」に押されることもあったが、しだいに政争からは遠ざかり、有志の支援により経営を維持した。第1822号で一時終刊し、1881年（明治14年）1月から現題字へ改変、大正期には『山梨毎日新聞』を引き離し発行部数第1位となった。昭和初期には中央線短縮により中央紙が伸び苦境に立たされた。
1922年（大正11年）に社長に就任した野口二郎は、文化・スポーツ事業にも熱心で自らも山梨郷土学会会長も務め、1936年（昭和11年）8月から1967年（昭和42年）まで連載された「夏草道中」は現地でのフィールドワークを行い郷土の史跡を調査するもので、発見された文化財も多く郷土史研究に貢献した。また、1923年（大正12年）には紙面に投稿文芸を選評する「サンデー文壇」（のち「学芸欄」）を設けた。県内には6紙の新聞が発行されていたが、1940年（昭和15年）には新聞統制で「峡中日報」「山梨民報」などを統合し、翌1941年（昭和16年）には『山梨毎日新聞』も合併。1945年（昭和20年）の甲府空襲では社屋と印刷所を焼失し、資材や人員不足もあり発行困難となったが、『毎日新聞』と協力して東京での発行を続ける。
終戦後には東八代郡石和町（笛吹市）に疎開させていた輪転機を運用し、外観が残った甲府市内の松林軒デパートで自社印刷に復帰する。社長の野口は甲府市長も兼任しており公職追放を受ける。戦後には統制令も解除されて自由発行となり、一時は富士急行が大株主で天野久を支持する『山梨時事新聞』と部数を競うが、1967年（昭和42年）の山梨県知事選で支持する田辺国男が当選すると、同年3月には富士急行から『山時』の所有株式を取得し同紙を廃刊・吸収した。以後、県内日刊紙は山梨日日新聞が独占している。このような『山日』1紙による地元新聞の独占状況には、県民から「山梨に地元紙が1紙だけというのは好ましくない」と懸念する声が挙がっている。
2007年（平成19年）1月31日、社説の盗用が外部からの指摘で発覚した。その後の調査で盗用がさらに2001年から15件もあったことが発覚し、社長の野口英一は引責辞任したが、しばらくして社長職に復帰した（この盗用問題については下記の『記事・社説盗用問題』を参照のこと）。
2019年（令和元年）12月3日、前身の「峡中新聞」からの通算で、日本の地方新聞では初めて紙齢50000号を達成した。
2022年（令和4年）7月1日、前身の「峡中新聞」からの通算で創刊から150年を迎えた。

## 本社・総支社・支社
全ての本社・総支社・支社が山梨日日新聞社と山梨放送（YBS）の事業を兼務し、山日YBSグループの拠点として活動する。
- 本社 - 山梨県甲府市北口2丁目6番10号
- 富士吉田総支社 - 山梨県富士吉田市下吉田9丁目4番12号
- 東京支社 - 東京都中央区銀座8丁目3番7号 静岡新聞・静岡放送東京支社ビル内
- 大阪支社 - 大阪府大阪市堂島2丁目1番31号 京阪堂島ビル内
- 静岡支社 - 静岡県静岡市駿河区登呂3丁目1番1号 静岡新聞放送会館内
- 長野支社 - 長野県松本市大手3丁目1番1号 松本ビル内

## 社史・記念誌
- 山梨日日新聞90年小史 1963年発行、88ページ。
- 山梨日日新聞百年史 1972年発行、199ページ。
- 山日YBSグループ創業百十年略史 1982年7月1日発行、159ページ[6]。
- 山日YBSグループ創業120年史 1992年発行、270ページ。
- 山日YBSグループ130年のあゆみ年表 2002年発行、100ページ。

## 各種サービス

### 山日テレビガイド
- 毎日2ページ立て。新聞休刊日はそれぞれ1ページ目のテレビガイドが1枚の裏表に掲載され、2ページ目の掲載分は本紙に掲載される[注 3]。

常時分冊（二部紙）の発行は上毛新聞でも行われている。
- 2014年1月30日の印刷センター竣工に合わせ、4ページだったテレビ・ラジオガイドは2月1日から2ページのテレビガイドに変更され、ラジオガイドは本紙に掲載されるようになった。
- 1ページはその日の山梨とNHK BS1、BSプレミアム、tvkとNNSの各社局の番組欄が掲載されている。グループ会社・山梨放送は黄色地バックで、自社番組は番組名のみ太字で掲載されている。
  - 独立テレビ局については、県内のほとんどのケーブルテレビでデジタル放送が再送信されているtvkとTOKYO MXが掲載されている。
  - 地上波の掲載順は2011年4月1日よりNHK甲府総合、NHK甲府教育、YBS山梨放送、テレビ朝日、UTYテレビ山梨、テレビ東京、フジテレビの順。フジテレビの右側にハーフサイズの4局の欄が載せてある（上段にはNHK BS1とBSプレミアム。下段にはtvkとNNSを掲載）。
  - 2011年4月以降、テレ東が県内ケーブルテレビ各社でデジタル放送の再送信が順次開始したことから、2011年4月1日より上記のチャンネル順となった。テレ東の右側にハーフサイズの4局は上段には日テレとTBSテレビ、下段にはNHK BS1とNHK BS2が掲載されていた。
  - 2010年7月1日 - 2011年3月31日は、NHK総合・NHK教育・YBS・テレ朝・UTY・フジ・テレ東の順であった。これは2010年7月当時、県内のほとんどのケーブルテレビでデジタル放送が再送信されていなかったテレ東を除いた、リモコンキーID順となっていた。
  - 2010年6月30日までは長らく、NHK総合・NHK教育・YBS・UTY・フジ・テレ朝・テレ東の順であった。これは県内局（開局順）→東京キー局という順であり、またキー局におけるアナログ放送のチャンネル順でもある。
  - なお県内にYBS=NNN・NNSとテレビ山梨=JNN系列があることを配慮し、日本テレビとTBSテレビの番組表は2005年春季以後ハーフサイズに変更され、2011年7月24日以降掲載されなくなった。
- 2ページはBSデジタル放送、第2テレビ面としてTOKYO MX[注 5]、CATV富士五湖[注 6]、の番組表。
- ラジオ面は「テレビガイド」に収録していた当時は、NHK甲府放送局のラジオ第1・2・FM、YBSラジオ、TBSラジオ、文化放送、ニッポン放送、ラジオ日本、FM FUJI、TOKYO FM、J-WAVE、エフエム甲府（cFM）を収録していたが、2010年6月頃のテレビの収録局変更に合わせる形で、県内の6局のみに絞って掲載し、在京局は深夜番組の案内を含め収録が割愛された。

### WEB版
山梨日日新聞のインターネット版として2014年9月2日まではMiljan（みるじゃん）が公開されていたが、翌日からさんにちEyeとして完全有料版に移行されている。
～2006年12月
Miljan（みるじゃん）として全国のニュース速報と1週間分の主要ニュース（1日5項目）のみが閲覧可能。
2006年12月～
47NEWSのウェブサイトがオープンされたと同時に大幅リニューアル。ニュース速報と県内主要ニュース以外にも県内各地の話題（1日5項目）、県内経済ニュース（1日3項目）、県内スポーツニュース（1日3項目）が追加され、さらに一覧の保存期間も2週間に延長された。また特集・企画記事や写真・動画ギャラリーも追加されるなど他地方紙のウェブサイト並みになった。同時に47NEWSから配信された全国ニュースを掲載している。
2008年10月～
再リニューアルを実施し、全国ニュースの比率が多くなった。その一方で県内ニュースを一本化。10時までは主要5ニュースのみ掲載し、その後は段階的に話題、経済、スポーツを追加する方式となっている。
2010年11月～
携帯電話およびiPhone向けニュースサイト「NEWSmart」（有料）へ参入したのに伴い、記事の詳細を省略し、続きを本誌紙面または携帯サイトで確認するよう促している。
2014年9月～
完全有料制に移行。無料で閲覧できるのは見出しと最初の数行のみになる。なお、山梨日日新聞を契約している読者は格安で契約できるようになっている。

### 新聞休刊日の対応
新聞休刊日の対応については休刊日のテレビ欄を4ページに増やし、翌日の番組も載せて休刊日の前日に届けている。
休刊日当日はWEB版の更新もニュース速報を除き行なわれないが、2008年1月より休刊日限定でPDF形式による電子版を公開。電子版は全面フルカラーであり、動画配信や、山梨放送のニュースキャスターによる朗読での音声ニュースへのリンクもされていた。2011年4月からこの休刊日号外を廃止。

### 電子版
2011年4月-2014年9月2日まで
2011年4月から上述の休刊日号外廃止の代わりとして、ニュースオアシスと銘打って朝刊紙面の電子新聞配信と、夕刊電子新聞の発行を開始し、併せて新聞と電子版を併読できる「山日デジタルプラス」のサービスを実施した（朝刊電子配信は山梨県内利用不可、購読料支払いは1ヶ月単位のほか、3ヶ月、半年の前納コースあり。1ヶ月単位の場合は特に更新手続きの中止がない限り、自動更新されていた）
対応　インターネット接続が可能なパーソナルコンピュータ（Windows XP以降、かつブラウザがInternet Explorer 7以上）、およびiPod touch、iPhone、iPadのアプリケーション（wi-fi推奨）。
山日デジタルプラスは紙面版定期購読者限定サービス（山梨県の在住の有無は関係なし）で、朝刊の電子配信はスマートフォンとタブレットPCのみ（通常のデスクトップパソコン・ノートパソコン視聴不可）である。また、紙面版と電子版の月ぎめ定価は別々の支払い（紙面版は従来どおり新聞販売店直払いか、指定銀行口座の引き落とし、電子版はクレジットカードかコンビニエンスストア＜コンビニは3か月、半年の前納のみ＞での決済）となる。
2014年9月3日以後
この電子版サービスが2014年9月3日に大幅にリニューアルされ、それまで単体で販売していた「電子夕刊」を廃止し、実質的に「朝刊電子配信」改め「電子版単独コース」（月極3348円）、「山日デジタルプラス」改め「紙面併読コース」（紙面購読料月極3093円+電子版月極756円）の2つのコースに改編された。
電子版申込者は入会2か月目までは無料（無料期間中の退会は自由で、その場合は購読料はかからない。ただし、一度退会したうえでの再入会した場合は、再入会の1か月間は購読料無料になるが、1か月目の退会はできず、最低でも有料となる2か月目まで入会しなければいけない）。
電子版では紙面イメージをビュアーで見ることができるほか、ウェブ版の有料記事閲覧が可能。電子版単独の場合は希望者に紙面版7日分の試読が可能。
また「データベースコース」（2006年7月以後の記事検索が可能。個人スタンダードプラン=月150件まで　5400円、個人ライトプラン=月50件まで　2160円。他に法人コースもあり）が用意されている。なお電子版単独or紙面併読の両コース利用者はこれとは別に、過去1年分・月50件閲覧可能なデータベースの閲覧が標準サービスとして提供されている。こちらは入会の1か月間は購読料無料になるが、1か月目の退会はできず、最低でも有料となる2か月目まで入会しなければいけない
なお電子版単独・データベースコースの支払いはクレジットカードのみとなり、コンビニでの前納は廃止となった。

## 山日協力テレビ・ラジオ番組
山梨放送 - 報道局を山梨日日新聞社と一本化している。
ラジオ（YBSラジオ）
- YBSラジオニュースと天気予報（旧:山梨日日新聞ニュースと天気予報、※編成都合により放送時間変更となる場合あり）

月曜～金曜6:50～6:58,8:52～8:58,9:52～9:58,10:52～10:56,12:00～12:09,13:52～13:56,14:52～14:56,15:52～15:56,16:54～16:59,17:50〜17:59
土曜7:55～7:59,8:49～8:53,10:52～10:56,11:52～11:56,12:54～12:58,13:55～13:59,14:55～14:58,15:55～15:58,16:55～16:58,17:54～17:58
日曜7:55～7:58,8:54～8:59,17:54～17:58
テレビ(YBSテレビ)
- YBSニュース（旧・山日YBSニュース　月曜～金曜11:38:50～11:45、土曜17:20～17:30、火曜～土曜20:54～21:00、日曜17:20頃～17:25頃（山梨スピリッツ内））
- YBSワイドニュース（旧・山日YBS ワイドニュース　月曜～金曜18:15～19:00）

日本ネットワークサービス（※再放送含む高校野球山梨県大会中継日は変更・短縮の場合あり。）
- 山梨日日新聞NEWS（文字ニュース　自主放送11チャンネル（111chと112ch）：毎日13:00～13:10、月～土10:10～10:20・14:00～14:10、平日・日曜23:20～23:30、月～木22:30～22:40、112ch:毎日22:00～翌日6:00）

FM甲府
- 山日YBSニュース（平日8:03～8:10、10:00～10:06、13:00～13:05、14:00～14:05、17:00～17:05、18:00～18:05、日曜14:00～14:05）

## グループ
山梨日日新聞を発行する株式会社山梨日日新聞社（山日）と株式会社山梨放送 (YBS) を中心として山日YBSグループを形成している。詳細は「山日YBSグループ」の項目を参照。

## 記事・社説盗用問題
2007年1月31日、厚生労働大臣（当時）の柳沢伯夫の発言に関する社説で、同紙論説委員長（当時）が神戸新聞と西日本新聞の社説から内容を盗用したことが、外部からの指摘で発覚した。盗用した社説は、2社のホームページに掲載されていた1月30日付の社説からの盗用であった。同論説委員長は盗用問題について、「考えが甘かった。盗用と言われても仕方ない」と話し、また「『新聞社は同志』のような意識になっていた。盗用の認識はなかった」と弁解したが、一方で「著作権の点で気になっていた」とも述べ、著作権の侵害を認識して盗用を行っていたことを示唆した。

### 盗用の内容
山梨日日新聞社によると、神戸新聞社説が「大臣は「すぐに取り消し、言い換えた」と弁明しているが、もちろんそれで済まされる失言ではない。こともあろうに、少子化対策や子育て支援を先頭に立って推進すべき厚労相が、こうした発言をしたことにあきれる。大臣の適格性を疑われても仕方ない」と記述している部分を、山梨日日新聞社は社説で「厚労相は「すぐに取り消し言い換えた」と弁明しているが、それで済む失言ではない。厚労相は少子化対策・子育て支援の先頭に立ち推進するのが仕事だ。発言のような認識では、大臣としての適格性を疑われても仕方がない」と盗用して記載した。
また西日本新聞が社説で、「少子化によって社会保障制度が揺らぐことを懸念しての発言だったかもしれない。だが、社会保障政策を財政面だけで考えて、子どもの数を増やすことしか念頭になかったのではないか」と記述している部分を、山梨日日新聞社は社説で、「少子化が進むことによって社会保障制度が揺らぐことを懸念しての発言だったかもしれない。財政面を中心に考え、子どもの数を増やすことしか念頭になかったら寂しい」と盗用して記載した。

### 処分
山梨日日新聞社幹部らは謝罪し、調査報告を掲載した。2007年2月20日にこの論説委員長を懲戒解雇処分、常務を降格処分、取締役編集局長を減給処分とし、当時社長の野口英一も引責辞任することが決定したが、山梨日日新聞の調査報告には盗用記事の紹介に留まっており、論説委員長の盗用の経緯については一切明かされていない。
処分を発表した同日、同論説委員長による北朝鮮の核実験や防衛省の省昇格、地方分権などについて述べられた社説の盗用が、さらに15件もあったことを公表した。社説の盗用は2004年1月から行われていたことも発覚した。盗用に利用した報道機関は、全国紙から読売新聞、朝日新聞、毎日新聞、日経新聞が。地方紙からは信濃毎日新聞の計5紙の社説ばかりでなく、記事まで盗用していた。また『フォーリン・プレスセンター・ジャパン』からも盗用を行っていた。いずれもホームページからの盗用であった。

### その後
社説盗用の発覚により、読者からは「県民を愚弄している」といった厳しい批判の声が挙がった。社説を盗用された毎日新聞などからも批判された。「社説」は2007年2月21日付から休止することを発表したが、わずか数ヵ月後には「論説」という形で復活し、現在も続けられている。「論説」の実態は「社説」と全く変わらなかったほか、「論説」として再開される際の読者への説明は一切なかった。
また、盗用問題の責任を取って引責辞任した野口英一であるが、しばらくして社長職に復帰している。